# Kong Chun Ki
Kong Chun Ki (* 17. Februar 1998) ist eine Leichtathletin aus Hongkong, die sich auf den Sprint spezialisiert hat.

## Sportliche Laufbahn
Erste internationale Erfahrungen sammelte Kong Chun Ki im Jahr 2016, als sie bei den Juniorenasienmeisterschaften in der Ho-Chi-Minh-Stadt mit 26,14 s in der Vorrunde im 200-Meter-Lauf ausschied und mit der Hongkonger 4-mal-100-Meter-Staffel in 45,84 s die Bronzemedaille gewann. 2023 belegte sie bei den Leichtathletik-Asienmeisterschaften in 45,51 s den vierten Platz im Staffelbewerb. Anschließend schied sie bei den Asienspielen in Hangzhou mit 11,87 s im Vorlauf über 100 Meter aus und belegte mit der Staffel in 45,24 s den vierten Platz. 2025 schied sie bei den Asienmeisterschaften in Gumi mit 11,99 s in der Vorrunde über 100 Meter aus und belegte mit der Staffel in 44,88 s Rang sieben.
2023 wurde Kong Hongkonger Meisterin im 100-Meter-Lauf.

## Persönliche Bestleistungen
- 100 Meter: 11,69 s (+1,6 m/s), 25. Februar 2023 in Hongkong
- 200 Meter: 25,47 s (+0,6 m/s), 18. Februar 2024 in Hongkong